# سوسيتيه جنرال

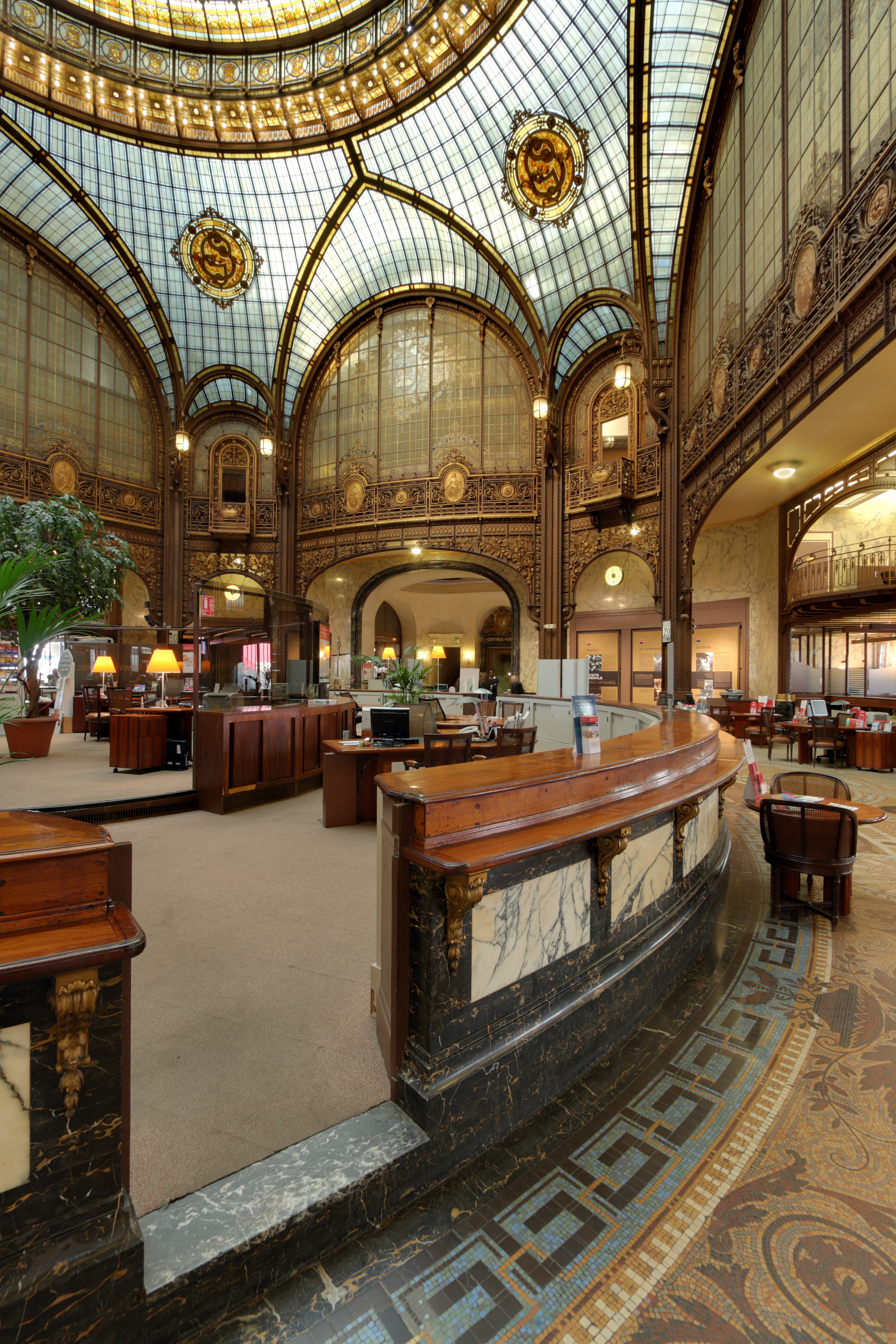
قبة فولاذية في المقر الرسمي للشركة في العاصمة الفرنسية باريس.

سوسيتيه جنرال (بالفرنسية: Société Générale) هو ثالث أكبر بنك فرنسي في حجم الأصول، تأسس عام 1864، يقع مقره الرئيسي في باريس بفرنسا.
تعرض البنك في شهر يناير 2008 لاحتيال من أحد موظفيه بقيمة 7 مليارات دولار مما سبب له أزمة مالية، وتعتبر هذه الخسارة هي الأكبر بتاريخ البنوك التي يسببها متعامل واحد.

## تاريخ سوسيتيه جينرال
تأسست شركة سوسيتيه جينرال من قبل مجموعة من الصناعيين من بينهم باولين تالابو الذي كان أول مدير للمجموعة ، و أوجين شنايدر وأفراد من عائلة روتشيلد خلال الإمبراطورية الفرنسية الثانية  تم التأسيس في 4 مايو 1864  ، وفي تلك الفترة لم يكن النظام المصرفي الفرنسي متطوراً للغاية.
بدأ البنك في تطوير شبكته بشكل كبير في فرنسا ، ليضم 32 مصرف في المقاطعات في سنة 1870 و 15 مصرف في باريس . في سنة 1871 ، افتتح سوسيتيه جنرال مكتبًا في لندن.
بدأ البنك في تكوين قاعدة عملاء من الشركات الصغيرة والمتوسطة والأفراد من خلال شبكته. يراقب المكتب الرئيسي الباريسي الشركات الكبيرة. في نفس السنة ، 1871 ، دخل البنك سوق الإصدارات العامة الفرنسية. ومع ذلك ، شهدت فرنسا فترة ركود اقتصادي بين سنتي 1871 و1893 ، مما أدى إلى إفلاس العديد من المؤسسات المصرفية. واصلت شركة سوسيتيه جينرال تطورها وأصبح لديها 148 مصرف في سنة 1889.
في سنة 1894 ، تم هيكلة البنك كمؤسسة ائتمانية حديثة وكبيرة. لم تعد المجموعة راضية عن تحصيل الودائع من الشركات والأفراد ، ولكنها تتجه بشكل كبير نحو قروض تشغيلية قصيرة الأجل مخصصة للمصنعين والتجار ، وكذلك نحو طرح الأوراق المالية للجمهور العام.
في سنة 1912 ، أنشأ البنك مقره الرئيسي في مبنى جديد في 29 شارع هاوسمان.
بعد سنوات صعبة خلال الحرب العالمية الأولى ، أصبح سوسيتيه جنرال البنك الفرنسي الرائد في عقد العشرينات. وتوسعت شبكته ، لا سيما في المقاطعات ، التي ارتفعت من 260 مصرفاً في سنة 1910 ، إلى 864 مصرفاً في 1930 وأخيراً 1457 في سنة 1933 (بما في ذلك سوجينال).
كان الانتعاش في أواخر العشرينيات من القرن الماضي قصير الأمد. تميزت الثلاثينيات بتراجع الأعمال ، سواء في فرنسا أو في الخارج. عشية الحرب العالمية الثانية ، تضاءلت أعمال الشركة إلى مستويات بداية العشرينات .
في سنة 1936 ، كانت الشركة تملك سابع أكبر رسملة سوقية في فرنسا ، بعد ظهور الشركات الصناعية الفرنسية في البورصة.

## سوسيتيه جنرال في العالم

### في أوروبا
- ألبانيا : سوسيتيه جنرال ألبانيا (قديما بنك بوبولور)، إشترته في 2007، وغير الاسم في 2010.
- بلغاريا : سوسيتيه جنرال إكسبرس بنك، إشترته في 1999.
- قبرص : سوسيتيه جنرال بنك قبرص.
- كرواتيا : سوسيتيه جنرال سبليتسكا بانكا، إشترته سنة 2006 ب1 مليار يورو، وهو يكون 9% من السوق الكرواتية ب121 وكالة له و1500 موظف، ويحتل المرتبة الرابعة في البلد.
- جورجيا : بنك ريبابلك، اشترت الشركة 60% من البنك الذي يملك 30 وكالة في تفليس، وهو يمثل 11% من الودائع، و8% من الائتمانات، و30% من بطاقات الائتمان، وعنده 000 180 زبون.
- لوكسمبورغ : سوسيتيه جنرال بنك وتراست لوكسمبورغ، هي فرع 100% تابع لسوسيتيه جنرال ووضع في البلد منذ 1893.
- مقدونيا : أوهورديسكا بانكا.
- مولدوفا : موبياسبانكا، تحتل المرتبة الخامسة في البلاد، واشترت سوسيتيه جنرال 70.57% من رأس مال الشركة في 2007.
- الجبل الأسود : سوسيتيه جنرال الجبل الأسود (قديما بودغوريكا بانكا أ دي).
- جمهورية التشيك : كوميرتشني بانكا، تحتل المرتبة الأولى في التشيك ب399 وكالة و8200 موظف، و2.1 مليون زبون، وقد قامت سوسيتيه جنرال بشراء 60% من الشركة بمبلغ 1.186 مليار يورو، ويذكر أن هذه الشركة تعمل أيضا في سلوفاكيا تحت اسم كوميرتشني بانكا براتيسلافا.
- رومانيا : البنك الروماني للتطوير (BRD)، أسس في 1923، ولديه 937 وكالة، و2.5 مليون عميل و8300 موظف، وقد اشترت سوسيتيه جنرال 60% من رأس ماله سنة 2009.
- روسيا : روزبنك، امتلكت فيه سوسيتيه جنرال 65%، ولديه 600 وكالة، و3 مليون زبون، في 2011 اشترى روزبنك بنك أخر وإسمه بنك سوسيتيه جنرال فوستوك وهو فرع 100% يرجع لسوسيتيه جنرال. تمتلك أيضاً : دلتا كريديت، فرع روسي 100% لسوسيتيه جنرال. و روسفينانس، فرع روسي 100% لسوسيتيه جنرال. في سنة 2022 وبسبب الحرب الروسية الأوكرانية أوقف سوسيتيه جينرال أعماله وباع حصصه في روزبانك مقابل 3.1 مليار يورو.[14]
- صربيا : سوسيتيه جنرال صربيا، تملك 90 وكالة في البلاد.
- سلوفينيا : أس كا بي، يحتل المرتبة الرابعة في البلاد ب59 وكالة.

### أفريقيا
- تونس : الاتحاد الدولي للبنوك، أسس في 1964، وأصبح خاص سنة 2002، إشترته سوسيتيه جنرال سنة 2002 بنسبة 52%، ولديه 118 وكالة في البلاد.
- الجزائر : سوسيتيه جنرال الجزائر، وضعت سنة 1999، لديها 63 وكالة في البلاد.
- المغرب : سوسيتيه جنرال المغرب، أسست سنة 1913، والآن لديها 313 وكالة و4400 موظف ، غادرت المغرب بداية سنة 2025 بعد شراء أصولها من طرف وزير الصناعة المغربي السابق مولاي حفيظ العلمي تغير إسمها لبنك سهام نسبة إلى شركة سهام للتأمين المملوكة الوزير السابق ذكره .
- موريتانيا : سوسيتيه جنرال موريتانيا، أسست سنة 2007،لديها 9 وكالات وقرابة 200 موظف، وتعتبر ونيرة نموه في هذا البلد متقدمة بسرعة مالية غير مسبوقة في تاريخ الائتمان الموريتانيا
- بنين : سوسيتيه جنرال البنين.
- بوركينا فاسو : سوسيتيه جنرال بوركينا فاسو.
- الكاميرون : سوسيتيه جنرال الكاميرون.
- ساحل العاج : سوسيتيه جنرال الكوت ديفوار.
- غانا : سوسيتيه جنرال غانا، أسست سنة 2003.
- غينيا : سوسيتيه جنرال غينيا، 1985.
- غينيا الاستوائية : سوسيتيه جنرال غينيا الاستوائية.
- مدغشقر : سوسيتيه جنرال مدغشقر، أسست سنة 1999.
- السنغال : سوسيتيه جنرال سنغال، أسست سنة 1962.
- تشاد : سوسيتيه جنرال التشاد.

### أقاليم ما وراء البحار
- فرنسا : سوسيتيه جنرال جزر الأنتيل، موجودة في غوادلوب ومارتينيك.
- فرنسا : سوسيتيه جنرال كاليدونيا، موجودة في كاليدونيا الجديدة.
- فرنسا : سوسيتيه جنرال بولينيزيا، موجودة في بولينيزيا الفرنسية.
- فرنسا : سوسيتيه جنرال المحيط الهندي، موجودة في يونيون ومايوت.

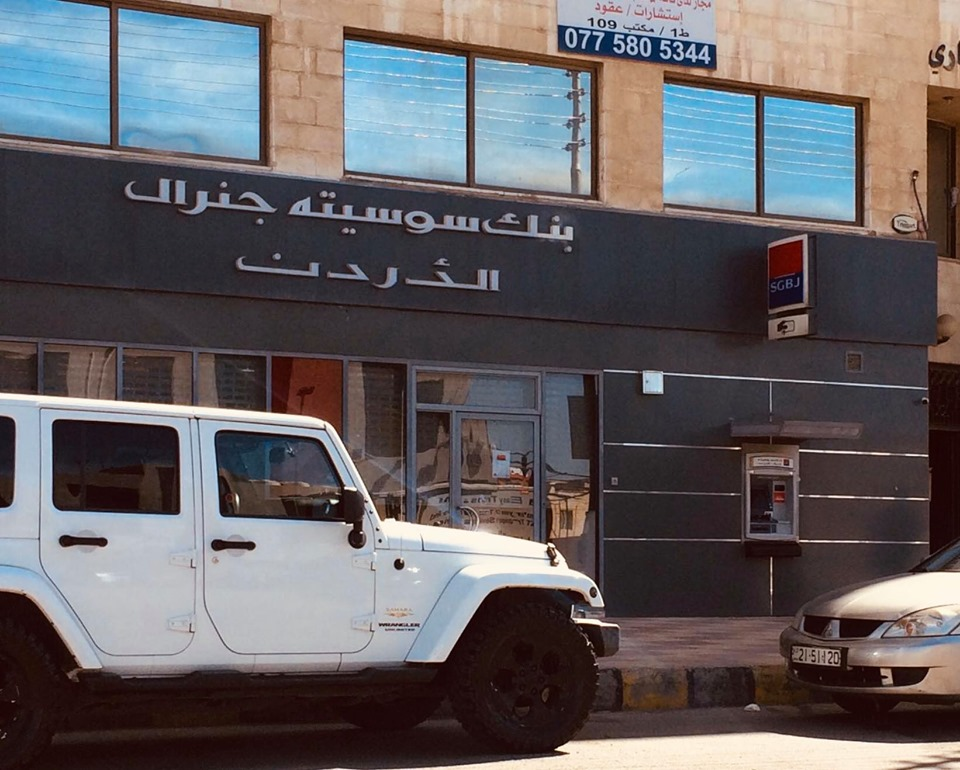
فرع الأردن

### أسيا
- الأردن : سوسيتيه جنرال الأردن.
- لبنان : سوسيتيه جنرال لبنان، أسست في 1969، لديها 66 وكالة في البلاد.
- الصين : سوسيتيه جنرال الصين، موجودة منذ 2008.
- الهند : سوسيتيه جنرال مومباي، أسست سنة 1985.
- فيتنام : سيابنك، بنك فيتنامي وتملك فيه سوسيتيه جنرال 20%، ولديه 100 وكالة.